# Preston Smith (1823-1863)
Preston Smith (25 décembre 1823 – 19 septembre 1863) est un avocat et un soldat de l'État du Tennessee, qui sert en tant que général dans l'armée des États confédérés pendant la guerre de Sécession. Il est tué au combat lors d'une attaque de nuit au cours de la bataille de Chickamauga, dans le nord de le Géorgie.

## Biographie
Preston Smith naît dans le comté de Giles, au Tennessee. Après des études dans une école de campagne, il va au Jackson College de Columbia, dans le Tennessee. Smith étudie le droit, réussit son examen du barreau, et ouvre un cabinet d'avocat à Colombia. Plus tard, il part pour Waynesboro, Tennessee, et, enfin, à Memphis, où son cabinet prospère
En mai 1861, Smith est élu en tant que colonel du régiment de la milice de l'État, le 154th Tennessee, qui entre rapidement dans l'armée confédérée. Il est affecté à la brigade de Bushrod Johnson de la division Cheatham. En avril 1862, il mène son régiment lors de la bataille de Shiloh dans l'ouest du Tennessee, où il est rendu inapte en raison d'une grave blessure à l'épaule droite, la rendant inutilisable et forçant Smith à donner le commandement à l'un de ses subordonnés et à quitter le terrain. Il est incapable de reprendre ses fonctions de commandement jusqu'au mois suivant.
Il revient à temps pour participer à la campagne du Kentucky de Braxton Bragg. Il commande une brigade de la division de Patrick Cleburne , temporairement, lui succède à son commandement lorsque Cleburne est blessé lors de la bataille de Richmond9781365393150.
Le 27 octobre 1862, Smith reçoit une promotion de brigadier général et reçoit le commandement d'une brigade de l'armée du Tennessee.

### Mort à Chickamauga
Au cours d'une attaque de nuit à Chickamauga, Smith et de son état-major entrant, par inadvertance, dans les lignes de l'Union, où lui et deux aides de camp sont abattus. Smith est abattu par un sergent (Bryson) du 77th Pennsylvania Infantry, alors que le général réprimande le sous-officier, le prenant pour un homme de ses propres troupes. Sa montre en or détourne une balle qui aurait pénétré dans son cœur, mais la blessure de Smith est mortelle. Il est transporté vers l'arrière, où il meurt dans l'heure. Son corps est transporté à Atlanta pour l'enterrement. Il est exhumé plus tard et ré-inhumé dans le cimetière d'Elmwood à Memphis.

Son commandant de division, le major général Benjamin F. Cheatham, rapporte : 

« C'est lors de cette attaque de la nuit que le brigadier général Preston Smith du Tennessee a reçu sa blessure mortelle, à partir de laquelle il est mort en 50 minutes. À la tête de sa noble brigade, dont il avait été le commandant en tant que colonel et brigadier-général pendant deux ans et demi, il est tombé dans l'accomplissement de ce que lui-même, avec son dernier souffle,  a déclaré, tout simplement, être de son devoir. Actif, énergique et courageux, avec une rare aptitude au commandement, rempli de l'honorable ambition en parfaite harmonie avec le plus élevé du patriotisme, le pays tout entier va pleurer sa chute et faire honneur à sa mémoire. »